# Hans Venedey
Hans Venedey (* 21. November 1902 in Luzern; † 9. Januar 1969 in Konstanz) war ein deutscher Jurist und Politiker (SPD).

## Leben

### Ausbildung
Venedey wurde in eine bürgerliche Juristenfamilie geboren. Er war der Sohn von Martin Venedey und der Enkel von Jacob Venedey. Seine Brüder sind Hermann Venedey, Jakob Venedey, Gustav Venedey und Michael Venedey.
Nach dem Abitur im Jahr 1922 an der Oberrealschule in Konstanz (heute: Alexander-von-Humboldt-Gymnasium Konstanz) studierte er Rechts- und Staatswissenschaften in Freiburg im Breisgau, trat anschließend als Rechtsanwalt in die väterliche Kanzlei ein und übte eine Tätigkeit als Strafverteidiger aus. Während seines Studiums war er von 1922 bis 1925 Mitglied der Freiburger Burschenschaft Alemannia.

### Engagement während der Weimarer Republik
Venedey trat 1926 der SPD bei und war während der Zeit der Weimarer Republik Mitglied des Reichsbanners Schwarz-Rot-Gold. Ferner war er Vorsitzender der Eisernen Front in Konstanz. Venedey war von 1929 bis 1933 Ratsmitglied der Stadt Konstanz.

### Verfolgung im Nationalsozialismus
Nach der nationalsozialistischen Machtübernahme protestierte Hans Venedey am 6. März 1933 gegen die Hakenkreuzfahne auf dem Konstanzer Rathaus. Venedey wurde am 14. März 1933 aus politischen Gründen kurzzeitig in „Schutzhaft“ genommen. Sein Vater Martin Venedey, der Abgeordneter von 1891 bis 1921 in der Badischen Ständeversammlung und im Badischen Landtags war, erreichte seine Freilassung. Am 21. März 1933 wurde Hans Venedey die Zulassung als Rechtsanwalt am Konstanzer Landgericht entzogen.

### Emigration und Internierung
Vor einer bevorstehenden neuerlichen Verhaftung emigrierte Hans Venedey im Juli 1933 über Basel nach Paris, im Jahr 1934 nach Zürich. Wegen der nicht verlängerten Aufenthaltsgenehmigung für die Schweiz kehrte er 1936 nach Paris zurück und setzte sich dort seit 1936 für die Rechte der deutschen Emigranten ein. Nach der deutschen Besetzung Nordfrankreichs wurde er 1940 zunächst in Paris, dann in Le Vernet in der unbesetzten Zone der Vichy-Regierung interniert. Im Jahr 1942 konnte er über Lyon in die Schweiz fliehen, wo er sich der Widerstandsgruppe „Bewegung Freies Deutschland“ anschloss. Er kehrte im August 1945 nach Deutschland zurück, war seit 1946 als Rechtsanwalt in Konstanz und später als Rechtsanwalt und Notar in Wiesbaden tätig.

### Partei
Nach dem Zweiten Weltkrieg schloss er sich erneut der SPD an. 1946 wurde er aus der Partei ausgeschlossen, nachdem er sich zuvor zusammen mit dem hessischen Arbeitsminister Oskar Müller für eine Ausweitung der Zusammenarbeit mit der KPD ausgesprochen hatte. 
Von September 1947 bis Januar 1949 war Venedey Vertreter der Westzonen-KPD im Parteivorstand der SED.

### Rehabilitierung
Venedey amtierte vom 26. Oktober 1945 bis zum 7. August 1946 als Staatsminister des Innern in der von Ministerpräsident Karl Geiler geführten und von der US-amerikanischen Militärverwaltung ernannten Regierung des Landes Groß-Hessen (Kabinett Geiler). Während seiner Amtszeit beteiligte er sich vor allem am Aufbau der Inneren Verwaltung und der Formulierung der Landesverfassung.
Sein Antrag auf Haftentschädigung und Ersatz des Verdienstausfalls während der Emigration wurde abgelehnt und erst nach Einspruch im Jahr 1959 anerkannt.

## Ehrungen

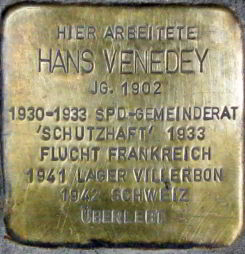
Stolperstein für Hans Venedey im Innenhof des Rathauses Konstanz

Im Mai 2012 wurde für Hans Venedey im Innenhof des Rathauses Konstanz in der Kanzleistraße, seiner Wirkungsstätte als SPD-Gemeinderat von 1930 bis 1933, ein Stolperstein verlegt zum Gedenken an seine Verfolgung während des Nationalsozialismus.